# Matsutake
Der Starkriechende Ritterling oder Matsutake (Tricholoma matsutake; jap.: 松茸) ist ein Pilz aus der Familie der Ritterlingsverwandten (Tricholomataceae). Er ist besonders in Japan ein begehrter Speisepilz und wird bereits seit mindestens 1000 Jahren in der Japanischen Küche verwendet. In Japan gibt es die Tradition, jemandem seine Wertschätzung durch ein Pilzgeschenk zu zeigen; der Matsutake gilt als besonders ehrenhafte Gabe.

## Etymologie und Begriffsabgrenzung
Matsutake (japanisch 松茸 matsutake) leitet sich aus den japanischen Begriffen matsu 松 = Kiefer und take 茸 = Pilz, Schwamm her, was sich auf seine einzige Mykorrhiza-Partnergattung, die Kiefern, bezieht. Der Name Krokodilritterling, der für diesen Pilz im Deutschen auch verwendet wird, ist ungenau, weil dieser eigentlich Tricholoma caligatum bezeichnet.

## Merkmale
Der sechs bis 20, in seltenen Fällen bis zu 30 Zentimeter breite Hut ist zunächst halbkugelig bis konvex und später verflachend; der Rand ist eingerollt. Seine Oberfläche ist radialfaserig und weist überwiegend große, angedrückte faserige Schuppen auf; befeuchtet ist sie leicht schmierig. Die Färbung reicht von lederfalb bis umbrabraun. Die Mitte ist mitunter dunkel graubraun gefärbt, der Rand heller. Oft reißt der Hut auf, wobei das weißliche Fleisch freigelegt wird.
Die weißlichen bis cremefarbenen Lamellen sind ausgebuchtet angewachsen und mäßig dicht bis gedrängt.
Der bis zu 15 Zentimeter lange Stiel ist zylindrisch geformt und zur Basis verjüngt. Er besitzt einen großen, wolligen Ring. Oberhalb diesem ist er weiß und glatt, granulös oder leicht faserig. Unter dem Ring weist der Stiel eine den Hutfarben ähnelnde Bänderung auf.
Das Fleisch ist weißlich. Der Geruch ist stark süßlich oder parfümiert fruchtig. Er erinnert an den Grüngebuckelten Risspilz (Inocybe corydalina) bzw. den Abweichenden Schüpling (Hemipholiota heteroclita). Der Geschmack ist mild, aromatisch oder manchmal etwas scharf bis bitter.
Die breit elliptischen Sporen messen 6–9,5 × 4,5–7,5 µm. Die 4-sporigen Basidien sind 30–45 × 7–8,5 µm groß. Die fast zylindrischen bis flaschenförmigen Zystiden an den Lamellenschneiden (Cheilozystiden) sind ähnlich groß und zerstreut angeordnet. Die Hutdeckschicht ist als Cutis bis Trichoderm aus zylindrischen Hyphen ausgeprägt; die Endzellen sind keulig. Schnallen fehlen.

## Ökologie und Verbreitung
Der Starkriechende Ritterling ist ein Mykorrhiza-Partner der Kiefern. In Europa kommt er vor allem von August bis Oktober zusammen mit der Waldkiefer (Pinus sylvestris) auf nährstoffarmen, sandigen Böden mit Flechten der Gattung Cladonia vor. Der Pilz ist eher selten, jedoch weit verbreitet; in den borealen Nadelwäldern Fennoskandinaviens und den montanen Regionen Mitteleuropas ist er lokal häufig. Sehr selten werden auch in Westeuropa Matsutake gefunden.
Außerhalb Europas ist er in vergleichbaren Biotopen ebenfalls weit verbreitet. Sein bevorzugter Symbiosepartner in Ostasien ist die Japanische Rotkiefer, wo er unter Bäumen zu finden ist, die etwa zwischen 20 und 60 Jahren alt sind. Als strenger Mykorrhizapilz lässt sich der Matsutake bisher nicht züchten. In Asien kommt der Matsutake außer in Japan auch in China, Korea und Bhutan vor, wobei die Funde im Südwesten Chinas und in Bhutan sich geringfügig von den anderen Funden des Kontinents unterscheiden.
Der Pilz bevorzugt alte Wälder mit ununterbrochener Kontinuität und ist daher vor allem in der Zone der natürlichen Kiefernwälder anzutreffen. Dies wird als Ursache für die extreme Seltenheit dieser Art außerhalb dieser Regionen, wie das europäische Flachland, gesehen. Ehemalige Kahlschläge werden ebenso gemieden.

## Artabgrenzung
Der Starkriechende Ritterling ist in Europa durch den deutlichen Ring, den starken parfümierten Geruch und die großen Fruchtkörper mit mattbraunen Farben gekennzeichnet. Aufsammlungen aus dem Verbreitungsgebiet in Fennoskandinavien und im Baltikum wurden früher als Tricholoma nauseosum („Schwedischer Matsutake“) bezeichnet, die sich jedoch als konspezifisch mit dem Starkriechenden Ritterling herausstellten.

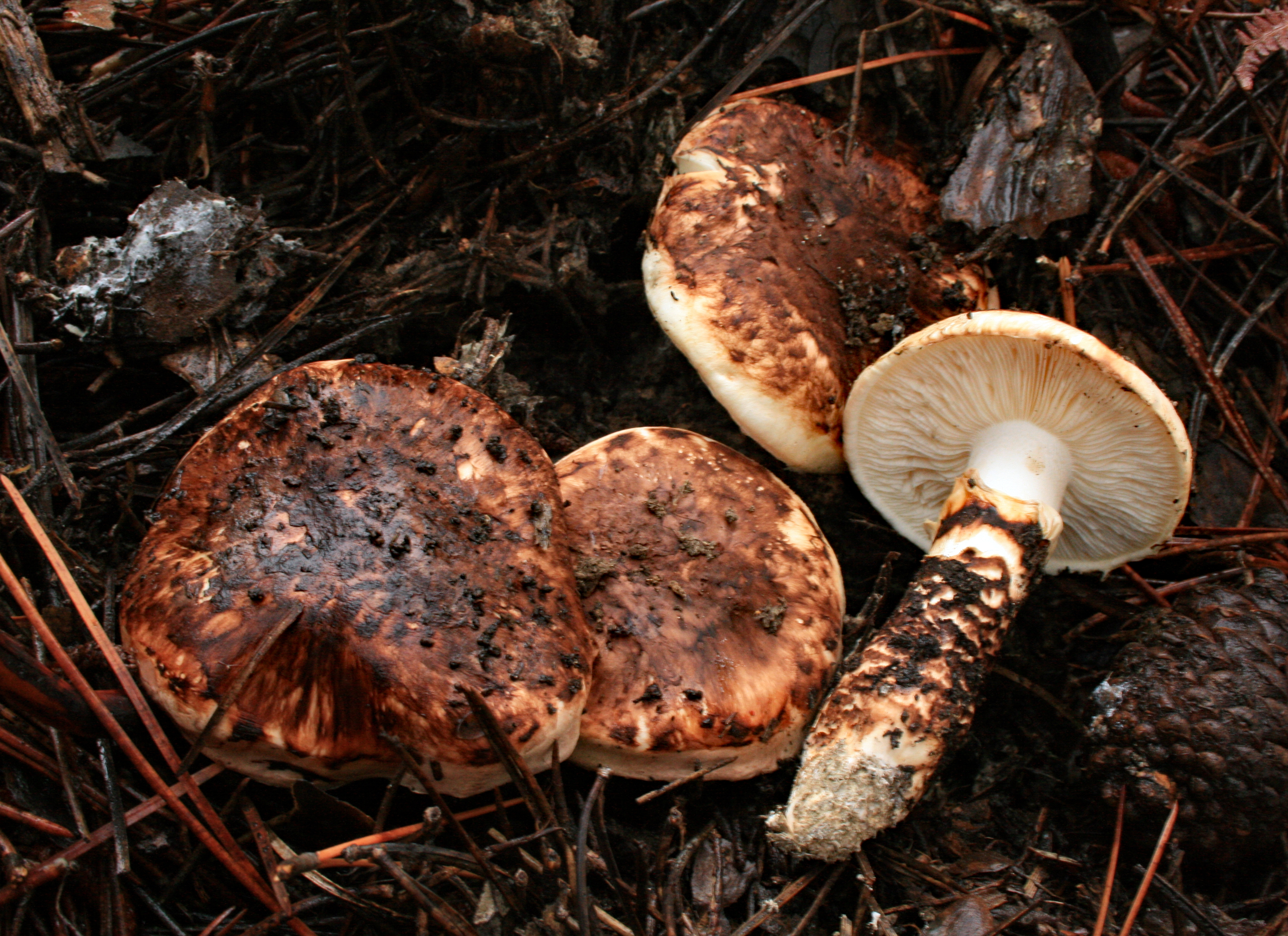
Krokodil-Ritterling (T. caligatum)

Der Krokodil-Ritterling (T. caligatum) wird oft – zusammen mit der folgenden Tricholoma dulciolens – als Sammelart mit dem Matsutake geführt, d. h. alle drei Arten werden unter dem Krokodil-Ritterling zusammengefasst. Dieser hat im Gegensatz zum Matsutake dunklere Farben und kleinere Sporen. Er ist mediterran verbreitet.
Tricholoma dulciolens, ein ebenfalls stark süßlich-aromatisch riechender, braunschuppiger und beringter Ritterling, unterscheidet sich durch schmächtigere Fruchtkörper mit einem stärker schuppigen, dunkleren Hut. Er ist an Fichten gebunden und besitzt kleinere Sporen. Nah mit dieser Art verwandt ist Tricholoma ilkkae, der kleinere, etwas kräftiger gefärbte Fruchtkörper bildet und kleinere Sporen hat.
Tricholoma anatolicum ist blasser gefärbt und geht eine Mykorrhiza mit der Libanon-Zeder ein. Er riecht nach Zedernholz, besitzt schmalere Sporen und ist in der Türkei verbreitet.

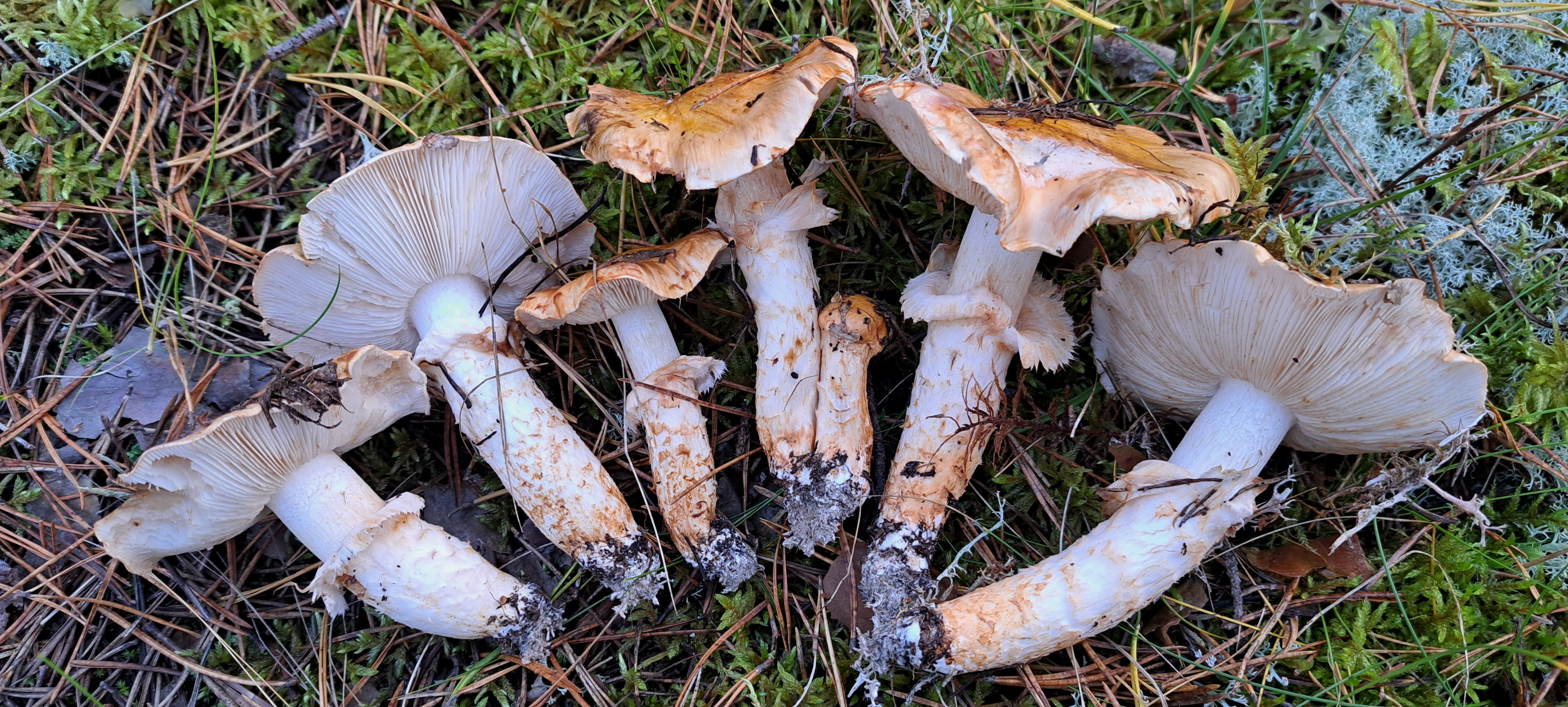
Halsband-Ritterling (T. focale)

In ähnlichen Habitaten kommt der nur entfernt verwandte Halsband-Ritterling (T. focale) vor. Er besitzt einen ocker-orangefarbenen bis dunkel ziegelroten, faserigen, nur am Rand feinschuppigen Hut und einen mehlig-ranzigen Geruch.
Eine gewisse Ähnlichkeit besitzt auch der Wurzel-Möhrling (Catathelasma imperiale). Seine Fruchtkörper sind auffällig kompakt und besitzen einen blasseren, faserig-schuppigen Hut sowie am Stiel herablaufende Lamellen.
In Kanada und den USA koexistiert er im Osten mit der blasser gefärbten Tricholoma magnivelare („Weißer Matsutake“) und im Westen mit der nah verwandten Tricholoma murrillianum sowie in Mexiko mit Tricholoma mesoamericanum.

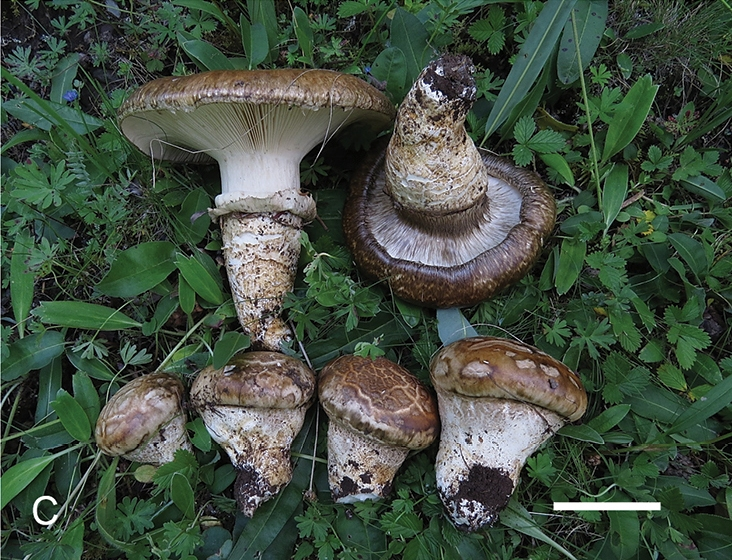
Wurzel-Möhrling (Catathelasma imperiale)
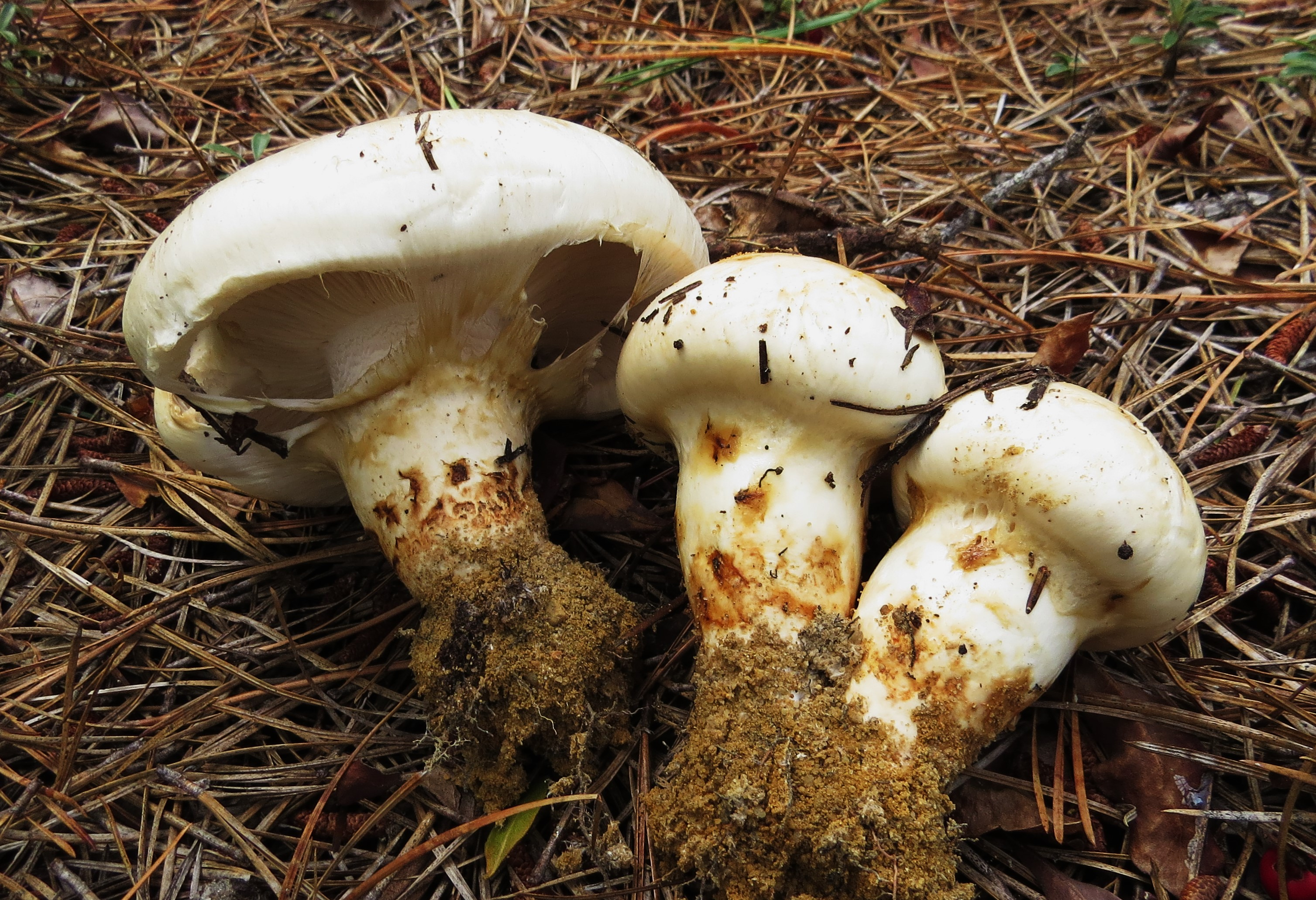
Tricholoma magnivelare
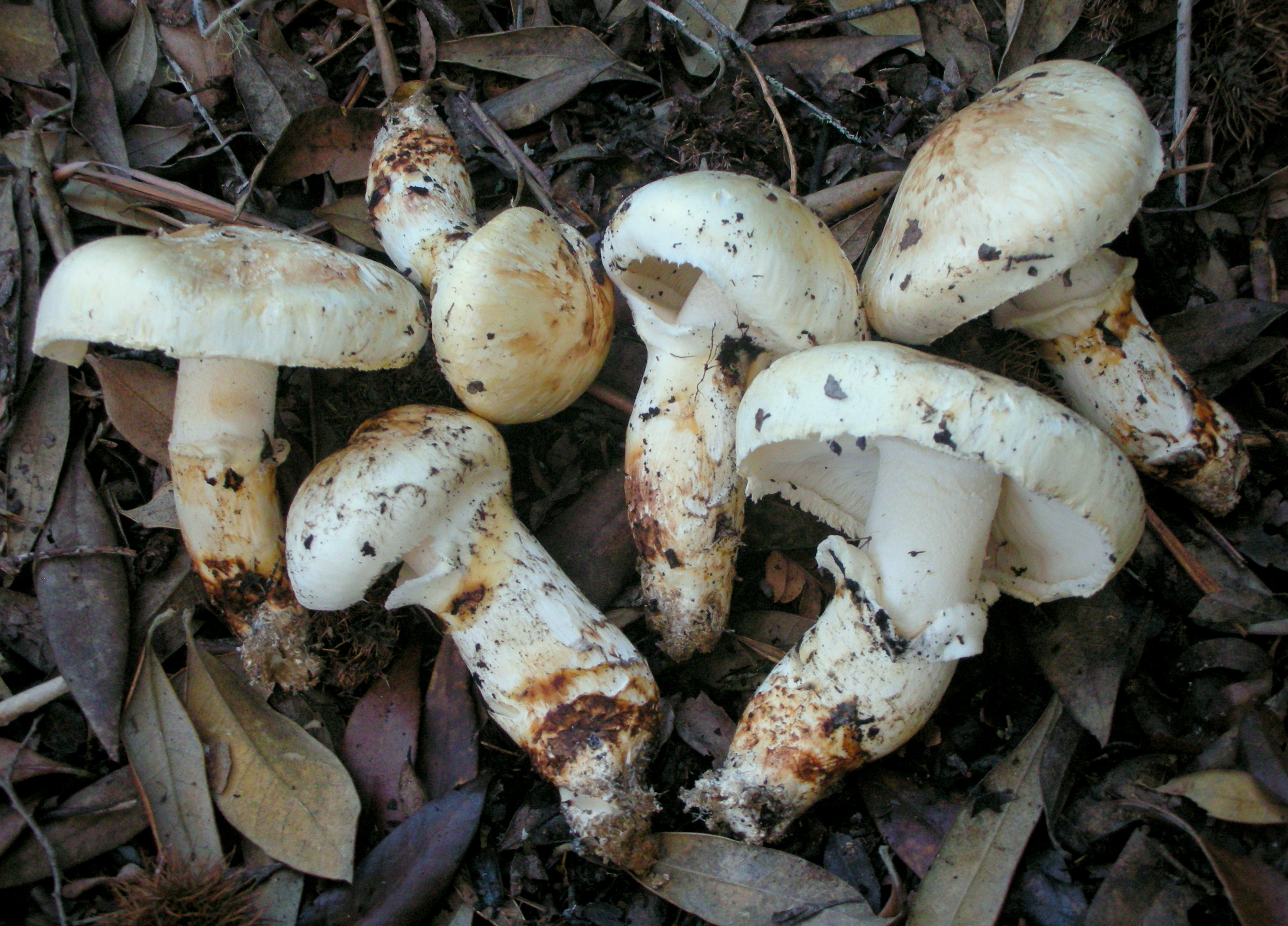
Tricholoma murrillianum

## Bedeutung

### Marktwert

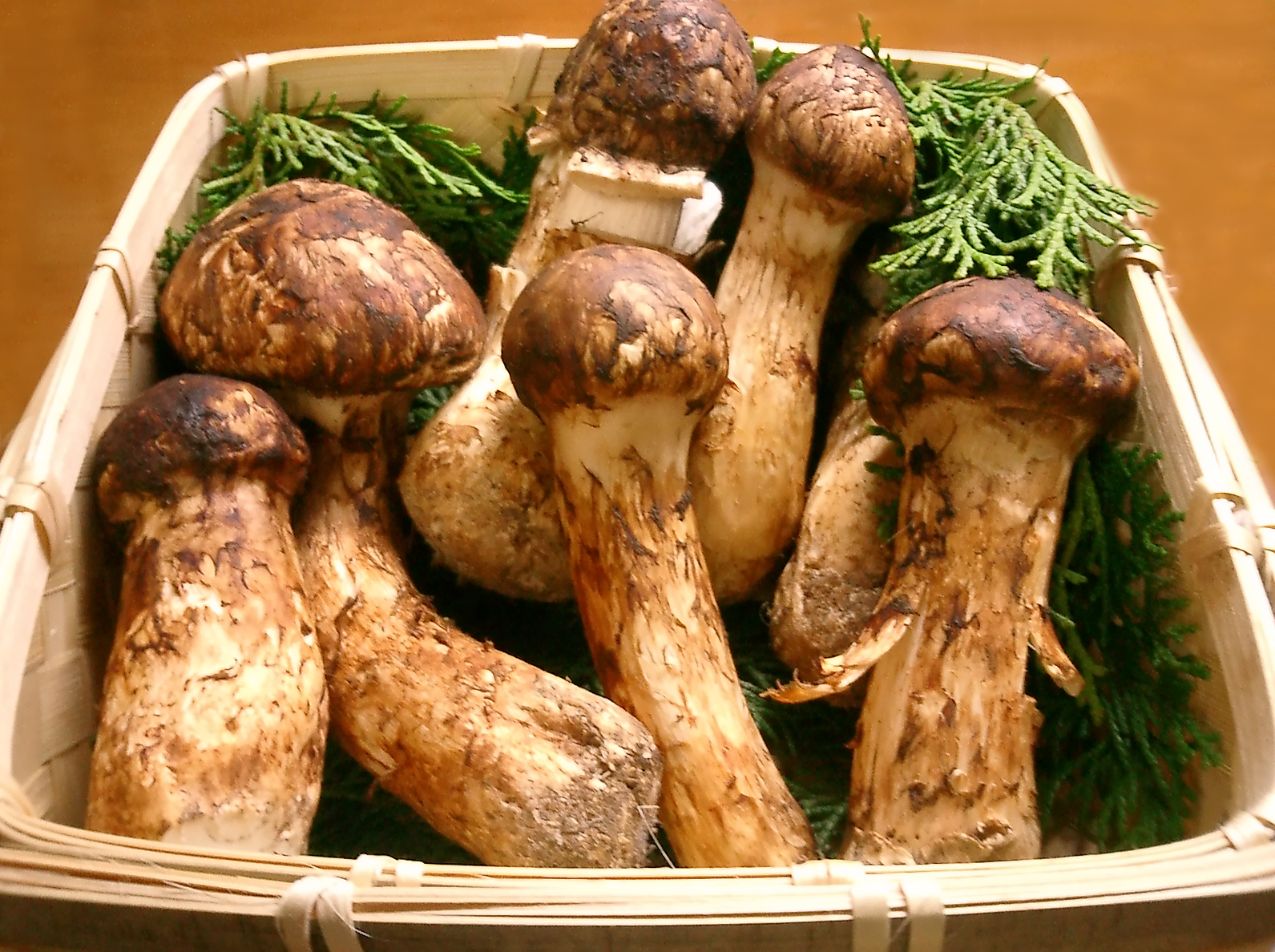
In Japan erzielen noch nicht aufgeschirmte Fruchtkörper des Matsutake die höchsten Preise.

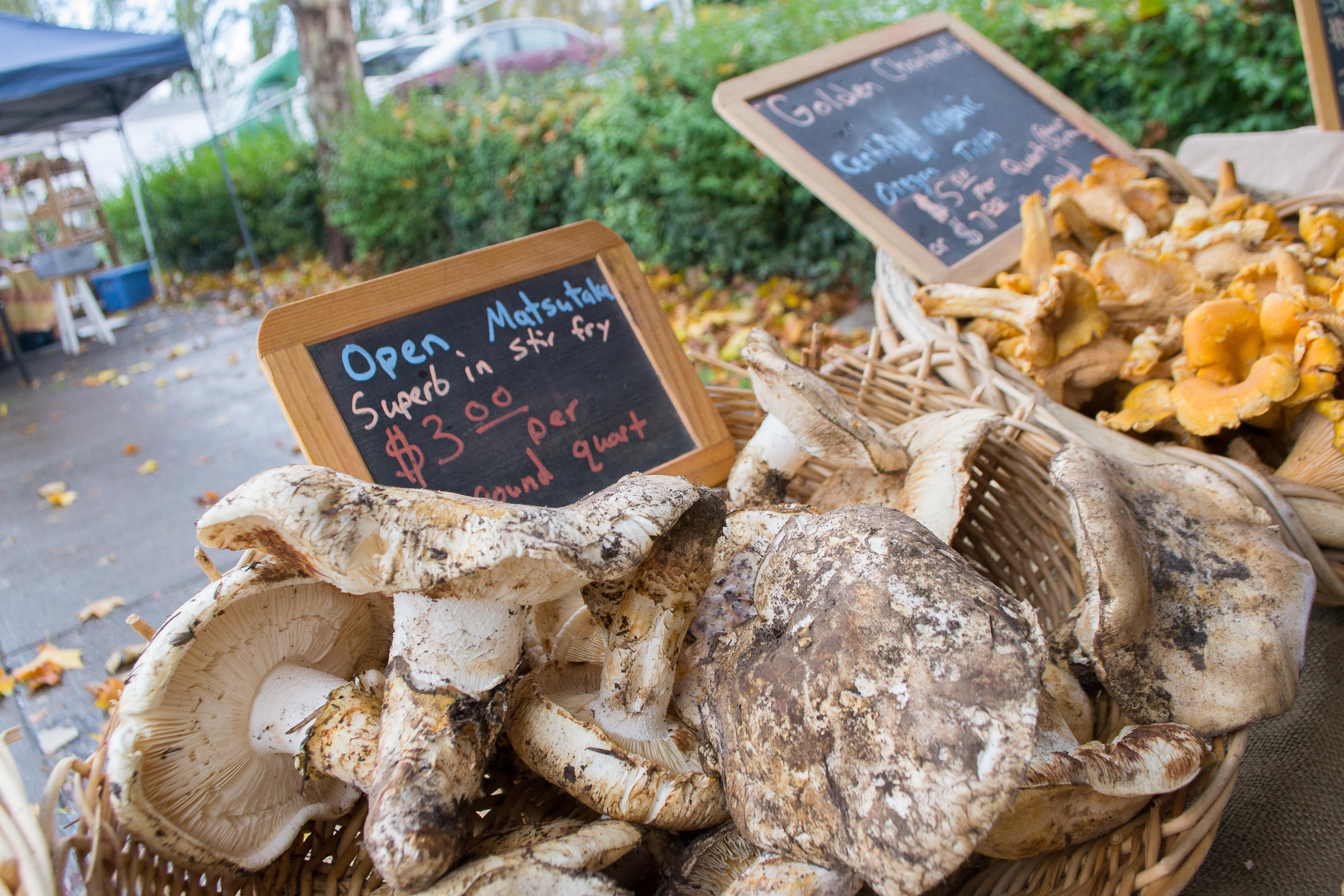
Aufgeschirmte Exemplare des Matsutake sind preiswerter.

Der Matsutake ist rar und schwer zu finden, daher hat er einen hohen Marktpreis. Da die japanischen Vorkommen in den letzten 50 Jahren stark zurückgegangen sind, wurden die Pilze entsprechend teurer gehandelt. Die Jahresernte der Fruchtkörper in Japan beträgt zurzeit weniger als 1000 Tonnen. Es werden aus China und Korea Matsutake importiert. Auch aus den USA (Oregon) werden die Pilze importiert. Die höchsten Marktpreise erzielen – abhängig von Qualität, Jahreszeit und Herkunft – in der Regel die japanischen Pilze, manchmal bis zu 2000 € je Kilogramm. Im Vergleich dazu kostet Importware im Durchschnitt etwa 90 € je Kilogramm. Die besten Pilze (Handelsklasse 1) sind Pilze, die noch nicht aufgeschirmt sind.

### Speisewert
Das Aroma von Matsutake ähnelt dem von Zimt und bleibt auch nach dem Kochvorgang erhalten. Beliebt sind Matsutake gegrillt, als Suppenzutat, für Pilzreisgerichte etc. Die Pilze sind sehr bissfest. In Japan werden dem Matsutake auch gesundheitsfördernde Wirkungen zugesprochen.